# InterPlanetary File System
InterPlanetary File System (IPFS) er en protokol, hypermedia og fildeling peer-to-peer-netværk til at lagre og dele data i et distribueret filsystem. IPFS anvender indholdsadresserbar opbevaring til unikt at identificere hver fil i et globalt navnerum forbundet til alle IPFS-datanetværter.
IPFS kan bl.a. også erstatte de lokationsbaserede hypermedia serverprotokoller http og https til at distribuere World Wide Web.
Jo flere IPFS-klienter, der efterspørger og henter data, jo flere IPFS-klienter kan dele data. IPFS favner derfor funktionaliteten af et CDN.
IPFS har flere fordele - kan bl.a. overflødiggøre:
- De lokationsbaserede serverprotokoller http og https
- Data-mirror sites
- Traditionelle fildelingstjenester - og protokollerne ftp, sftp og ftps
- Web-caching og fil-caching
- Loadbalancers

## Historisk
IPFS blev skabt af Juan Benet, som senere grundlagde Protocol Labs i maj 2014.
IPFS blev først gang frigivet i en alfa version i februar 2015 - og oktober samme år blev det beskrevet af TechCrunch som "quickly spreading by word of mouth."

## Design
IPFS tillader brugere at lagre og modtage indhold på en lignende måde som BitTorrent. I modsætning til en central lokaliseret server, er IPFS bygget omkring et decentraliseret system 
af brugerstyring, som hver lagrer en del af de samlede data, skabende et robust system af fillagring og fildeling. Enhver bruger i netværket kan tilbyde en fil via dens indholdsadresse, og andre IPFS-datanetværter i netværket, kan finde og anmode dette indhold fra enhver IPFS-datanetvært, som har den ved at anvende en distribueret hash-tabel (DHT).
I modsætning til BitTorrent, stiler IPFS mod at skabe en enkelt globalt netværk. Dette betyder at hvis to brugere udgiver en datablok med samme hash, vil IPFS-datanetværter som downloader indholdet fra "bruger 1" også udveksle data med  nogen der downloader den fra "bruger 2". 
IPFS stiler mod at erstatte protokoller anvendt til statisk webside levering ved at anvende gateways som er tilgængelige via HTTP. 
Brugere kan vælge ikke at installere en IPFS-klient på deres computere og i stedet anvende en public gateway. En liste af disse gateways bliver vedligeholdt på IPFS GitHub-siden.

## Anvendelser
- Filecoin er en IPFS-baseret cooperative storage cloud.[12]
- Cloudflare kører en distribueret web-gateway for at simplificere, øge hastigheden, og yde en sikker adgang til IPFS uden en lokal IPFS-datanetvært.[13]
- Microsoft's self-sovereign identity system, Microsoft ION, bygger på Bitcoin blockchainet og IPFS via en Sidetree-baseret DID netværk.[14]
- Webbrowseren Brave anvender Origin Protocol og IPFS til at hoste deres decentraliserede online varebutik[15] - og i 2021 tilføjede de support i deres browser.[16]
- Opera til Android har som standard IPFS-support, hvilket tillader mobile brugere af browse ipfs:// links til at tilgå data IPFS-netværket.[17]

### Anti censurering
- Folkeafstemningen om Cataloniens selvstændighed, der skete i september–oktober 2017, blev erklæret illegal af Spaniens forfatningsdomstol og mange relaterede websites blev blokeret. Efterfølgende dataspejlede det Catalanske Piratparti websites på IPFS for at omgå Spaniens forfatningsdomstol blokeringsordre.[18][19]
- Under Tyrkiets blokering af Wikipedia, anvendtes IPFS til at skabe et dataspejl af Wikipedia, som tillod adgang til to Wikipedia indhold på trods af forbuddet.[20] Men denne version af Wikipedia var et arkiv og derfor statisk.[21]

### Malware
Phishing-angreb er også blevet distribueret via Cloudflares IPFS gateway siden juli 2018. Phishing bondefangeri HTML gemmes på IPFS og vises via Cloudflares gateway. Forbindelsen vises som sikkert via et Cloudflare SSL-certifikat.
IPStorm botnettet, der først blev opdaget i juni 2019, anvender IPFS så det kan gemme dens command-and-control mellem trafik af legitime data på IPFS netværket. 
Sikkerhedseksperter havde tidlige regnet med en teoretisk mulighed for at anvende IPFS som et botnet command-and-control system.